# Johannes Henrik Tauber Fibiger
Johannes Henrik Tauber Fibiger, född 1821, död 1897, var en dansk präst och författare. Han var kusin till Mathilde och Ilia Fibiger och farbror till Johannes Fibiger.
Fibigier var en bildad man, med särskilt intresse för religionsfilosofi. Hans poesi var också av det bildade slaget, och var tänkt som en vidlyftig framställning av människosläktets andliga historia. Det omfattar bland annat en rad bibliska och kyrkohistoriska dramer från hans ungdom, samt från äldre dagar den under pseudonymen Diodoros utgivna Den evige Strid (1878), tre diktverk om den hellenska och den nordiska anden samt Graabroderen (1882), en episk dikt från reformationstiden. Fibiger var fosterfar till poeten Karl Gjellerup.